# Atletismo nos Jogos Pan-Americanos de 1955 - 100 m feminino
A prova dos 100 m feminino nos Jogos Pan-Americanos de 1955 foi realizada na Cidade do México, México.

## Medalhistas
| Ouro                             | Prata                        | Bronze                             |
| Barbara Jones USA Estados Unidos | Mae Faggs USA Estados Unidos | María Luisa Castelli ARG Argentina |

## Resultados
| Posição           | Nome                 | Nacionalidade      | Tempo | Notas |
| ----------------- | -------------------- | ------------------ | ----- | ----- |
| Medalha de ouro   | Barbara Jones        | USA Estados Unidos | 11.90 |       |
| Medalha de prata  | Mae Faggs            | USA Estados Unidos | 12.07 |       |
| Medalha de bronze | María Luisa Castelli | ARG Argentina      | 12.38 |       |